# Nebo flavipes
Nebo flavipes là một loài bọ cạp trong họ Diplocentridae phân bố ở vùng Trung Đông. Loài này được mô tả vào năm 1882. Bọ cạp Nebo flavipes là loài bản địa của Yemen, chúng thuộc chi bọ cạp Nebo là một chi thuộc phân họ Nebinae gồm các loài bọ cạp phân bố ở Trung Đông thay vì Tân Thế giới như đa số các loài bọ cạp trong họ này. Nebo flavipes có thể đo được chiều dài tối đa lên đến 90–100 milimét (3,5–3,9 in) đối với những con bọ cạp cái